# NGC 1141
NGC 1141 је прстенаста галаксија у сазвежђу Кит која се налази на NGC листи објеката дубоког неба.
Деклинација објекта је - 0° 10' 41" а ректасцензија 2h 55m 9,7s. Привидна величина (магнитуда) објекта NGC 1141 износи 13,1 а фотографска магнитуда 14,1. NGC 1141 је још познат и под ознакама NGC 1143, UGC 2388, MCG 0-8-47, CGCG 389-46, VV 331, ARP 118, KCPG 83A, PGC 11007.